# Ан-26П
Ан-26П літак для боротьби з лісовими пожежами.

## Історія створення та призначення[1]
В 1987 році у зв'язку з потребами лісового господарства був розроблений та переобладнаний з серійного Ан-26 літак для боротьби з лісовими пожежами Ан-26П. На ньому встановили два зовнішні зливні пристрої для вогнегасної рідини об'ємом 2000 л кожен. Також замість цих пристроїв літак можна оснастити контейнерами АСО-2І, що вміщають 384 метеопатрони ПВ-26. Завдяки цим патронам літак може гасити пожежу методом штучного ініціювання опадів. Основним призначенням Ан-26П була локалізація вогнища або створення загороджувальних смуг. Крім того, літак міг використовуватися для десантування 30 парашутистів-пожежників і 10 упаковок спорядження масою по 100 кг. Всього на Ан-26П було переобладнано 5 серійних Ан-26.

## Технічний опис[2]

### Фюзеляж
Фюзеляж цільнометалічний, балково-стингерний, типу напівмонокок. Силовий набір складається з 51 шпангоута. Фюзеляж технологічно розділений на чотири частини: носову — відсік Ф1 (по 11 шпангоут), середню — відсік Ф2 (з 12 по 33 шпангоут), люковий відсік (з 34 по 40 шпангоут) та хвостову частина — відсік Ф3 (з 41 шпангоута). Більшість елементів конструкції фюзеляжу зроблено із листового та профільованого дюралюмінію.

### Крило
Крило Ан-26 високого розміщення, вільнонесуче трапецієвидне в плані. Конструкція крила — кесонного типу, складається з двох лонжеронів і 23 нервюр. Технологічно крило розділене на п'ять частин: центроплан, дві середні (СЧК) і дві знімні (ЗЧК) частини. Центроплан кріпиться до 17 і 20 шпангоута фюзеляжу. На ньому розміщені два однощілинні закрилки, що відхиляються, на СЧК по одному двощілинному висувному закрилку, а на ЗЧК по дві секції елеронів. Загальна площа закрилок — 15 м², кути відхилення — 15° (при зльоті) і до 38° (при посадці). Загальна площа елеронів — 6,12 м², кути відхилення — 24° (вгору) і до 16° (вниз). В середині центроплана находяться десять м'яких баків, а в СЧК — два баки-відсіки (по одному з кожної сторони).

### Хвостове оперення
Хвостове оперення — вільнонесуче, однокільове. Складається із двох консолей стабілізатора із рулем висоти, кіля з рулем напряму і форкіля. Стабілізатор і кіль дволонжеронної конструкції. На рулях висоти встановлений тример, а на рулі напряму — пружинний тример-сервокомпресор. Рулі мають осьову аеродинамічну компенсацію і сто процентне збалансування. Загальна площа стабілізатора — 19,83 м², кіля — 13,28 м², а форкіля — 2,57 м². Площа руля висоти — 5,16 м², кути відхилення — 25° (вгору) і 20° (вниз). Площа руля напряму — 5 м², кути відхилення — ±25°.

### Шасі
Шасі Ан-26 триопорне, з двома головними і одною передньою опорами. База шасі — 7650 мм, колія — 7900 мм, мінімальний радіус розвороту — 11250 мм. При польоті усі три опори прибираються вперед, основні у відсік в мотогондолах, під двигуном, а передня у відсік під кабіною екіпажу. Відсіки стійок шасі закриваються, як при польоті, так і при рулінні. При випущеному шасі відкритими залишаються маленькі стулки навпроти амортизаційних стійок. На кожній опорі встановлені два колеса з пневматиками і з дисковими гальмами на основних стійках. Передня опора не гальмівна, при керуванні вона повертається на кут ± 45° і на кут ± 9° при розгоні та пробігу. Випуск та прибирання шасі здійснюється за допомогою гідравлічного циліндра. У випадку виходу з ладу гідравлічної системи замки прибраного положення стійок шасі можна відкрити вручну. У цьому випадку шасі опускаються і фіксуються в замках опущеного положення за рахунок своєї маси і зустрічного потоку повітря.
Головна опора шасі двоколісна із телескопічними азотно-масляними амортизаторами. Вона складається з: амортизаторної стійки, складуючого підкоса, розпору, котрий слугує замком випущеного положення шасі та двох гальмівних коліс. У відсіку основних опор шасі розміщені: силовий циліндр опускання/прибирання стійок шасі, замок прибраного положення шасі та механізм управління стулками.
Передня опора шасі двоколісна із важільною підвіскою та азотно-масляним амортизатором. Вона складається з: амортизаторної стійки з центруючим пристроєм, рульового механізму, гідроциліндра для гасіння коливань, гідроциліндра опускання/прибирання стійки шасі, замків випущеного та прибраного положення шасі, механізму управління стулками та двох не гальмівних коліс.
Колеса основних опор КТ-157 із камерними шинами 1А з розмірами 1050×400 мм. Передні колеса К2105 із камерними шинами 6А з розмірами 700×250 мм. Тиск у камерах шин — 4 кгс/см².

### Силова установка
На Ан-26 встановлено два турбогвинтових двигуни АІ-24ВТ зі злітною потужністю 2820 к.с. Двигуни розміщені в мотогондолах на центроплані. АІ-24ВТ оснащений десятиступеневим компресором і триступеневою турбіною. Камера згоряння кільцева із 8 форсунками. Також до складу двигуна входять: стартер-генератор, генератор змінного струму, аеродинамічні датчики, детектор обледеніння, система передачі крутного моменту, масляний фільтр та регулятор обертів гвинта. Для живлення двигунів використовується паливо марок Т-1 і ТС-1. Двигун кріпиться на центроплані крила за допомогою швидкознімної рами з амортизаторами і силової ферми з переднім силовим шпангоутом.

### ДСУ
В хвостовій частині правої мотогондоли розміщена додаткова силова установка (ДСУ): турбореактивний двигун РУ19А-300 з тягою 800 кгс.
РУ19А-300 забезпечує:
- додаткову тягу при злеті і наборі висоти;
- необхідну тягу при відмові двигуна АІ-24ВТ;
- бортовий запуск двигунів АІ-24ВТ;
- живлення електроенергією бортової мережі літака на стоянці, при непрацюючих двигунах АІ-24ВТ та при відмові генераторів СТГ-18ТМО-1000.

### Гвинт
Гвинт АВ-72Т — тяговий, лівого обертання, флюгерний, з діаметром 3,9 м. Гвинт одновальної схеми, металічний, з чотирма дюралюмінієвими лопатями. Флюгерування здійснює льотчик або система автоматичного флюггерування. Виведення гвинта з положення флюггерування примусовий. Перекладення лопатей на мінімальний установчий кут при пробігу після посадки забезпечує додаткове гальмування літака внаслідок авторотації гвинта.

### Паливна система
Паливна система складається з 10 м'яких баків і двох баків-відсіків. Баки кожного пів-крила розділені на 3 групи. Для живлення двигунів спочатку береться паливо з першої групи баків, потім з другої, а далі з третьої. Бак 3а також використовується як розширювальний бак для рівномірного розподілу палива між лівою та правою сторонами літака. Двигун РУ19А-300 живиться від магістралі живлення правого основного двигуна. Заправка баків може здійснюватися зверху через заправні горловини або централізовано через заправний штуцер у відсіку шасі лівої мотогондоли. У польоті система нейтрального газу заповнює простір над паливом вуглекислим газом, а також ця система використовується як додатковий засіб пожежогасіння.

### Маслосистема
Кожен двигун має автономну маслосистему (МС), яка забезпечує подачу мастила для змащування і охолодження двигуна, управління повітряним гвинтом та роботи системи зміни крутного моменту. МС поділяється на внутрішню і зовнішню. Внутрішня МС складається із: нагнітаючої і відкачуючої секції МС, повітровідділювача, масляних фільтрів, каналів двигуна, маслозбірника і трубопроводів розміщених безпосередньо на двигуні. Зовнішня МС складається з: маслобаку, дренажного бачка, маслорадіатора з терморегулятором, флюгерного насоса, трубопроводів та контрольних приладів. Об'єм МС 64л, а перед вильотом літака в маслобак заливають ще 35-37 л мастила. В маслосистемі двигуна використовується суміш мастил: 75% трансформаторного мастила МК-8 і 25% мастила МС-20 або МК-22.

### Протипожежна система
На Ан-26 є стаціонарна протипожежна система і ручні переносні вогнегасники. Стаціонарна система розділена на протипожежну систему літака і протипожежну систему двигунів.
Протипожежна система літака призначена для ліквідації пожеж у відсіках лівої та правої частин крила і в лівій та правій мотогондолах. Система складається із чотирьох вогнегасників ОС-8МФ або УБЦ8-1, двох блоків протипожежних клапанів, системи сигналізації про пожежу ССП-2А, розпилювальних колекторів і трубопроводів. Управління системою здійснюється як вручну із щитка пожежогасіння, так і автоматично від датчиків сигналізації. Також при аварійних посадках без випущеного шасі від кінцевих вимикачів, розміщених на днищі фюзеляжу, спрацьовують усі вогнегасники, і відкриваються усі клапани.
Протипожежна система двигунів призначена для ліквідації пожежі в двигунах. Система складається із чотирьох вогнегасників ОС-2 або УБШ2-1, фільтрів, системи сигналізації про пожежу ССП-7, трійників та трубопроводів.

### Гідравлічна система
Гідравлічна система (ГС) призначена для прибирання/випуску шасі, повороту коліс передньої опори шасі, гальмування коліс основних опор шасі, випуску/прибирання закрилків, для приводу склоочисників, аварійного ввімкнення золотників флюгерування повітряних гвинтів і зупинки двигунів, відчинення і зачинення кришки аварійного люку і управління рампою вантажного люку. Як робоча рідина використовується мінеральне мастило АМГ-10. Загальний об'єм ГС 65л. ГС складається із основної, аварійної і системи ручного насоса.
Основна ГС використовується при нормальних умовах і обслуговує усі вузли, які працюють від ГС. Джерелом тиску для основної ГС слугують два насоси розміщені на двигунах. Також в системі є гідроакумулятори, які забезпечують роботу вузлів при стоянні літака.
Аварійна ГС може використовуватись для випуску закрилків, гальмування коліс, відчинення кришки аварійного люку і управління рампою вантажного люку, при виході з ладу основної ГС. Джерелом тиску аварійної ГС слугує електронасос. При необхідності цей насос може бути підключеним до основної ГС.
Система ручного насоса може використовуватись для управління рампою.
Вся ГС має спільний бак ємністю 37 л. Проте штуцер відбору рідини для основної системи знаходиться вище дна, а аварійної і системи ручного насосу — на дні. Це забезпечує запас рідини для цих систем у випадку втрати рідини в основній ГС.

### Система проти обледеніння
Складається з повітряно-теплової та електро-теплової систем.
Повітряно-тепловою системою протиобледеніння оснащено крила, оперення літака та повітрозабірники двигунів. Гаряче повітря в систему проти обледеніння поступає від 10 ступеня компресора кожного двигуна патрубком, прокладеним по правому борту мотогондоли. В повітряно-тепловій системі використовується мікроінжекторний спосіб розподілу повітря із рециркуляцією відпрацьованого повітря. Цей спосіб забезпечує ефективний, рівномірний обігрів поверхні по всій довжині, а також економну витрату гарячого повітря.
Електро-тепловою системою протиобледеніння оснащено повітряні гвинти, лобове скло кабіни екіпажу і приймачі повітряного тиску.

### Система кондиціювання повітря
Система кондиціювання повітря призначена для підтримки в герметичній кабіні температури і тиску повітря в допустимих межах на великих висотах. Повітря для підігріву/охолодження, вентиляції та наддуву кабіни відбирається з компресорів основних двигунів. Для охолодження до потрібної температури повітря проходить через холодильну установку, після чого потрапляє в кабіну. Повітря відбирається зі швидкістю 1440 кг/год, що забезпечує 20-26 кратний обмін повітря в кабіні. Тиск у кабіні регулюється випускним клапаном.

## Технічні характеристики
Джерело: 
Основні характеристики
- Екіпаж: 3 чоловіки
- Пасажиромісткість: 30 парашутистів-пожежників
- Вантажопідйомність: 4 т вогнегасної рідини або 1 т спорядження
- Довжина: 23,8 м
- Висота: 8,58 м
- Розмах крила: 29,20 м

- Площа крила: 74,98 м²
- Крило у плані: трапецієвидне
- Максимальна злітна маса: 23800 кг
- Маса палива у внутрішніх баках: 5500 л
- Силова установка: 2 × Турбогвинтовий АІ-24ВТ  2820 к.с. ( 2074 кВт.)
- Повітряний гвинт: АВ-72Т
- Діаметр гвинта: 3,9 м
- Допоміжна силова установка: 1 ×  РУ19А-300 
  - Тяга допоміжної силової установки: 1 × 800 кгс

Льотні характеристики
- Максимально допустима швидкість: 540 км/год
- Крейсерська швидкість: 400 км/год
- Бойовий радіус: 430 км
- Довжина розгону: 530 м
- Довжина пробігу: 580 м

Озброєння
- Точки підвіски: контейнери АСО-2І
- Бомби: 384 метеопатрони ПВ-26